# You Got Me Rocking
Singles de The Rolling Stones
Love Is Strong
(1994) Out of Tears
(1994)
You Got Me Rocking est une chanson du groupe de rock britannique The Rolling Stones parue dans l'album Voodoo Lounge et également en single.

## Historique et description
Commencé au début de 1993, You Got Me Rocking était initialement un morceau à saveur de blues; Mick Jagger et Keith Richards avaient travaillé la chanson comme une balade plus lente proche du blues, avec Jagger criant le refrain "tu me fais basculer" (You Got Me Rocking). Retravaillée plus rock dans la veine de Start Me Up, la chanson a rapidement évolué en un single rock puissant alors que Richards faisait la transition du piano à la guitare. Les paroles sont passées à un ton plus optimiste, alors que le chanteur Mick Jagger présente la rédemption d'une série d'instances de fin de carrière de divers professionnels :

« J'étais une pute qui perdait son apparence
J'étais un écrivain, je ne peux pas écrire un autre livre
J'étais tout sec, mourant d'envie de me mouiller
J'étais un magnat noyé dans les dettes »

Les paroles peuvent être interprétées comme une réponse aux critiques contre les Rolling Stones, qui se moquent souvent du groupe pour leur âge avancé. L'enregistrement de You Got Me Rocking a duré du milieu de l'été au début de l'hiver 1993, lorsque les dernières touches ont été apportées.

## Parution
La chanson est sortie en single au Royaume-Uni en septembre 1994, où elle se classe vingt-troisième. Elle est également sortie en single aux États-Unis mais n'a atteint que la 113e place en 1995.
La face B est le méconnu Jump on Top of Me qui apparaît également sur la bande originale du film Prêt-à-Porter. You Got Me Rocking est apparu sur la bande originale du film Les Remplaçants en 2000.
You Got Me Rocking est remarquable car elle est l'une des chansons les plus interprétées régulièrement par le groupe en concert de façon durable durant les tournées, une rareté pour une chanson de fin de carrière. La chanson a été interprétée une cinquantaine de fois lors de la tournée A Bigger Bang en 2005 et 2006. Elle apparait également en version live dans l'album No Security qui résume la tournée Bridges to Babylon en 1997 et 1998. La version studio apparait également dans la compilation principale à succès Forty Licks en 2002.

## Track listing
| - 7" VS1518 1. "You Got Me Rocking" 2. "Jump on Top of Me" - Cassette VSC1518 1. "You Got Me Rocking" 2. "Jump on Top of Me" - CD VSCDE1518 1. "You Got Me Rocking" 2. "Jump on Top of Me" | - CD VSCDT1518 1. "You Got Me Rocking" 2. "Jump on Top of Me" 3. "You Got Me Rocking" (Perfecto Mix) 4. "You Got Me Rocking" (Sexy Disco Dub Mix) - CD VSCDG1518 - digipak 1. "You Got Me Rocking" 2. "Jump on Top of Me" 3. "You Got Me Rocking" (Perfecto Mix) 4. "You Got Me Rocking" (Sexy Disco Dub Mix) |

## Classements
| Classement (1994)                      | Meilleure position |
| -------------------------------------- | ------------------ |
| Australie (ARIA)                       | 64                 |
| Belgique (Flandre Ultratop 50 Singles) | 29                 |
| Pays-Bas (Nederlandse Top 40)          | 35                 |
| Pays-Bas (Single Top 100)              | 39                 |
| Royaume-Uni (UK Singles Chart)         | 23                 |
| Royaume-Uni Dance (Music Week)         | 6                  |
| États-Unis (Bubbling Under Hot 100)    | 13                 |
| États-Unis (Mainstream Rock)           | 2                  |